# Zíbia Gasparetto
Zíbia Alencastro Gasparetto, née le 29 juillet 1926 et morte le 10 octobre 2018, est une écrivaine spirite brésilienne,. Elle a déclaré que certains de ses livres avaient été dictés par un esprit nommé Lucius.

## Biographie
Née à Campinas, elle épouse Aldo Luis Gasparetto avec qui elle aura quatre enfants. Selon son propre récit, une nuit de 1950, elle s'est réveillée et a commencé à se promener dans la maison en parlant allemand, une langue qu'elle ne connaissait pas. Le lendemain, son mari sortit et acheta un livre sur le spiritisme qu'ils commencèrent à étudier ensemble.
Son mari assiste aux réunions de l'association spirituelle Federação Espírita do Estado de São Paulo mais Gasparetto doit rester à la maison pour s'occuper des enfants. Une fois par semaine, ils étudient ensemble à la maison. À une occasion, Gasparetto ressent une douleur aiguë dans son bras qui se déplace d'un côté à l'autre de manière incontrôlable. Après qu'Aldo lui donne un stylo et du papier, elle commence à écrire rapidement, rédigeant ce qui allait devenir son premier roman O Amor Venceu (L'amour gagne) signé par quelqu'un appelé « Lucius ». Une fois le manuscrit tapé à la machine, Gasparetto le montre à un professeur d'histoire de l'Université de São Paulo qui s'intéresse également au spiritisme. Deux semaines plus tard, elle reçoit la confirmation que le livre serait publié par Editora LAKE. Gasparetto dit utiliser son ordinateur quatre fois par semaine pour écrire les textes dictés par sa voix.
Elle écrit généralement le soir pendant une ou deux heures. « Ils [les esprits] ne sont pas disponibles pour travailler plusieurs jours par semaine », explique-t-elle. « Je ne sais pas pourquoi mais chacun d'eux n'apparaît qu'une fois par semaine. J'ai essayé de les faire changer mais je n'ai pas pu. » En conséquence, elle garde généralement une soirée par semaine libre pour chacun des quatre esprits avec lesquels elle est censée communiquer. Elle publie également l'une des histoires dictées par Lucius sous forme de livre audio avec les personnages du livre doublés par des acteurs.
En 1989, elle crée avec ses fils la maison d'édition Vida & Consciência. Elle y publie ses ouvrages en plus de ceux d'autres auteurs,.
Elle meurt le 10 octobre 2018, à São Paulo, à l'âge de 92 ans, d'un cancer du pancréas.

## Œuvres
Gasparetto est l'auteure de près de 60 livres (bien que certains seraient écrits par des esprits), dont beaucoup sont des best-sellers. Elle a vendu plus de 18 millions d'ouvrages.
- (pt) Amor Venceu, 1958
- (pt) O Morro das Ilusões, 1969
- (pt) Entre o Amor e a Guerra, 1975
- (pt) Laços Eternos, 1976
- (pt) Bate-papo com o Além, 1982
- (pt) O Matuto, 1984
- (pt) Esmeralda, 1985
- (pt) O Mundo em que eu vivo, 1986
- (pt) Pedaços do Cotidiano, 1986
- (pt) O Fio do Destino, 1988
- (pt) Voltas que a vida dá, 1988
- (pt) Espinhos do Tempo, 1989
- (pt) Quando a Vida Escolhe, 1992
- (pt) Somos todos inocentes, 1993
- (pt) Pelas portas do coração, 1995
- (pt) Sem medo de viver, 1996
- (pt) O Amor Venceu - Ilustrado, 1997
- (pt) A Verdade de cada um, 1997
- (pt) Pare de Sofrer, 1997
- (pt) Conversando Contigo!, 1998
- (pt) O advogado de Deus, 1998
- (pt) Quando chega a hora, 1999
- (pt) Ninguém é de ninguém, 2000
- (pt) Quando é Preciso Voltar, 2001
- (pt) Tudo tem seu Preço, 2002
- (pt) Tudo Valeu a Pena, 2003
- (pt) Um Amor de Verdade, 2004
- (pt) Nada é por Acaso, 2005
- (pt) Amanhã a Deus Pertence, 2006
- (pt) O Repórter do Outro Mundo, 2007
- (pt) Onde Esta Teresa?, 2007
- (pt) Eles Continuam entre Nós, 2008
- (pt) Vencendo o Passado, 2008
- (pt) Reflexões 2010, 2009
- (pt) Se Abrindo Pra Vida, 2009
- (pt) Pensamentos 20 anos, 2010
- (pt) Pensamentos, 2010
- (pt) Eles Continuam entre Nós vol. 2, 2010
- (pt) A vida sabe o que faz, 2011
- (pt) Pensamentos 2, 2011
- (pt) Reflexões 2012/13, 2012
- (pt) Pelas portas do coração - nova edição, 2012
- (pt) Só o Amor Consegue, 2013
- (pt) O Encontro Inesperado, 2013
- (pt) O Poder da Escolha, 2014
- (pt) A hora é Agora, 2015
- (pt) Ela Confiou na Vida, 2015